# NGC 2399
NGC 2399 је тројна звезда у сазвежђу Мали пас која се налази на NGC листи објеката дубоког неба.
Деклинација објекта је - 0° 12' 49" а ректасцензија 7h 29m 49,9s. Привидна величина (магнитуда) објекта NGC 2399 износи 14,9.